# Дейзі Сперанца
Дейзі Сперанца (фр. Claire Marguerite Marie Louise Anne Speranza-Wyns) — французька тенісистка початку 1900-х років. Чотри роки підряд (1909-1912, партнерка Жанна Матте) була чемпіонкою Франції у парному розряді, двічі (1912, 1913, партнер Вільям Лоренц) — у міксті.

## Титули в парному розряді
| Дата | Назва і місце проведення          | Покриття | Партнер     | фіналісти | Рахунок |
| 1912 | Чемпіонат Франції з тенісу, Париж | Ґрунт    | Жанна Матте |           |         |
| 1912 | Чемпіонат Франції з тенісу, Париж | Ґрунт    | Жанна Матте |           |         |
| 1912 | Чемпіонат Франції з тенісу, Париж | Ґрунт    | Жанна Матте |           |         |
| 1912 | Чемпіонат Франції з тенісу, Париж | Ґрунт    | Жанна Матте |           |         |

## Титули в змішаному парному розряді
| Дата | Назва і місце проведення          | Покриття | Партнер       | фіналісти | Рахунок |
| 1912 | Чемпіонат Франції з тенісу, Париж | Ґрунт    | Вільям Лоренц |           |         |
| 1913 | Чемпіонат Франції з тенісу, Париж | Ґрунт    | Вільям Лоренц |           |         |